# پریسا براتچی (تیرانداز)
پریسا براتچی (زاده ۱۱ اسفند ۱۳۶۵ در زنجان) ورزشکار تیراندازی با کمان در رشته کامپوند تیم ملی بانوان ایران است. او یکی از اعضای تیم ملی تیراندازی با کمان ایران در بازی‌های آسیایی ۲۰۱۸ بود. وی همسر مجید قیدی تیرانداز اهل تهران است.

## افتخارات
- مدال طلا انفرادی مسابقات کاپ آسیا تایلند ۲۰۱۷[۹]
- مدال برنز مسابقات قهرمانی آسیا ۲۰۱۷[۱۰]
- مدال برنز میکس تیمی مسابقات کاپ آسیا تایلند ۲۰۱۷[۱۱]
- مدال نقره تیمی مسابقات کاپ آسیا تایوان ۲۰۱۷[۱۲]
- مدال برنز تیمی مسابقات کاپ آسیا تایوان ۲۰۱۷
- مدال برنز تیمی مسابقات کاپ آسیا تایوان ۲۰۱۸